# Bēiqíng chéngshì
Bēiqíng chéngshì é um filme de drama taiwanês de 1989 dirigido e escrito por Hou Hsiao-hsien. Foi selecionado como representante de Taiwan à edição do Oscar 1990, organizada pela Academia de Artes e Ciências Cinematográficas.

## Elenco
- Tony Leung Chiu-Wai - Wen-ching
- Sung Young Chen - Wen-heung
- Jack Kao - Wen-leung
- Li Tian-lu - Ah-lu